# Hanna Hammarström
Pour les articles homonymes, voir Hammarström.
 (avril 2024).
Si vous disposez d'ouvrages ou d'articles de référence ou si vous connaissez des sites web de qualité traitant du thème abordé ici, merci de compléter l'article en donnant les références utiles à sa vérifiabilité et en les liant à la section « Notes et références ».
 (avril 2024).
La mise en forme du texte ne suit pas les recommandations de Wikipédia : il faut le « wikifier ».
Les points d'amélioration suivants sont les cas les plus fréquents. Le détail des points à revoir est peut-être précisé sur la page de discussion.
- Les titres sont pré-formatés par le logiciel. Ils ne sont ni en capitales, ni en gras.
- Le texte ne doit pas être écrit en capitales (les noms de famille non plus), ni en gras, ni en italique, ni en « petit »…
- Le gras n'est utilisé que pour surligner le titre de l'article dans l'introduction, une seule fois.
- L'italique est rarement utilisé : mots en langue étrangère, titres d'œuvres, noms de bateaux, etc.
- Les citations ne sont pas en italique mais en corps de texte normal. Elles sont entourées par des guillemets français : « et ».
- Les listes à puces sont à éviter, des paragraphes rédigés étant largement préférés. Les tableaux sont à réserver à la présentation de données structurées (résultats, etc.).
- Les appels de note de bas de page (petits chiffres en exposant, introduits par l'outil «  Source ») sont à placer entre la fin de phrase et le point final[comme ça].
- Les liens internes (vers d'autres articles de Wikipédia) sont à choisir avec parcimonie. Créez des liens vers des articles approfondissant le sujet. Les termes génériques sans rapport avec le sujet sont à éviter, ainsi que les répétitions de liens vers un même terme.
- Les liens externes sont à placer uniquement dans une section « Liens externes », à la fin de l'article. Ces liens sont à choisir avec parcimonie suivant les règles définies. Si un lien sert de source à l'article, son insertion dans le texte est à faire par les notes de bas de page.
- La présentation des références doit suivre les conventions bibliographiques. Il est recommandé d'utiliser les modèles {{Ouvrage}}, {{Chapitre}}, {{Article}}, {{Lien web}} et/ou {{Bibliographie}}. Le mode d'édition visuel peut mettre en forme automatiquement les références.
- Insérer une infobox (cadre d'informations à droite) n'est pas obligatoire pour parachever la mise en page.

Pour une aide détaillée, merci de consulter Aide:Wikification.
Si vous pensez que ces points ont été résolus, vous pouvez retirer ce bandeau et améliorer la mise en forme d'un autre article.
 (avril 2024).
Johanna (Hanna) Hammarström est une inventrice suédoise, née le 4 septembre 1829 et décédée le 27 novembre 1914. Elle fut la première personne en Suède à fabriquer des fils téléphoniques et a dirigé sa propre entreprise de production.

## Début de vie
Hanna Hammarstrom est née le 4 septembre 1829 à Stockholm, en Suède. Ses parents étaient Nils Hammerstrom et Christina Holmberg [2]. Son père, originaire de Dalécarlie, une province centrale de la Suède, était marchand de coton et de soie à Stockholm il y a un peu plus de 300 ans [1]. Après avoir terminé ses premières études à l’école de filles de Mme Norbergson, son père l’a encouragée à apprendre un métier. Elle a donc fait un apprentissage chez un artisan spécialisé dans les petits ornements en fil de fer. Cette expérience s’est avérée utile plus tard dans sa vie lorsqu’elle a lancé son entreprise. Après avoir quitté la maison à la suite de ses études primaires, elle a dû retourner s’occuper de sa mère mourante [3]. Malheureusement, sa mère est décédée 5 ans plus tard, et l’entreprise familiale de commerce de textiles Hammerstrom a fait faillite [2]. Hanna, sans conjoint pour subvenir à ses besoins, a passé entre 10 et 20 ans à fabriquer des montures de chapeaux en fil de fer. Cependant, elle a décidé d’abandonner cette activité lorsque les téléphones ont commencé à arriver en Suède [3]. Son expérience dans la création d’ornements en fil de fer pendant son enfance, ainsi que sa familiarité avec les grosses machines pour fabriquer des cadres de chapeaux en fil de fer, lui ont été utiles. Bien que le téléphone ait été inventé en 1876 par Alexander Graham Bell, il n’est devenu viable en Suède qu’au début des années 1880 [5].

## Innovation
Au moment où les téléphones devenaient courants en Suède, Hanna Hammarström, une femme d’affaires visionnaire, a ouvert une petite usine de fil téléphonique à Stockholm. Le propriétaire de l’usine, Lars Magnus Ericsson, lui a offert un bâtiment adjacent pour seulement 1 couronne par jour 1. Hanna a saisi cette opportunité et s’est mise au travail pour fabriquer des fils et des cordons qui reliaient les embouts buccaux aux écouteurs des téléphones. Avant cela, ces fils devaient être importés d’Allemagne, car la technologie n’était pas encore développée en Suède 2.
Malgré les doutes initiaux dus à son statut de femme dans un secteur industriel dominé par les hommes, Hanna a compris le fonctionnement des fils téléphoniques et a mis au point une méthode de production compétitive. Grâce à la qualité de son travail, elle a gagné de nouveaux clients et a considérablement élargi son carnet de commandes. Elle a même commencé à exporter son fil vers la Finlande 1. Son entreprise a prospéré jusqu’à sa mort en 1909.
Hanna Hammarström est un exemple inspirant de persévérance et d’innovation dans le monde des affaires. Sa contribution à l’industrie des télécommunications en Suède ne doit pas être oubliée. 🌟
Hanna supervisait une usine dotée de 5 grandes machines de fabrication [3], au sommer de sa production.  8 femmes, toutes formées par Hanna elle-même. Hanna a remporté le premier prix lors d'une exposition sur les machines électriques et de production en 1886 pour son ingéniosité [3].
Aujourd'hui, la société est connue sous le nom d'Ericsson, une société de télécommunications cotée en bourse et cotée au NASDAQ [4]. La société a une capitalisation boursière de 21,65 milliards de dollars américains au 6/12/2022 [6]. Avec ses fils et ses innovations, Hanna a fait d'Ericsson l'entreprise qu'elle est aujourd'hui.

## Fin de vie
L'usine d'origine a fermé ses portes en 1909 parce qu'Hannah était très âgée et est décédée 5 ans plus tard, à l'âge de 85 ans [2].